# اوغور شاهین
اوغور شاهین (ترکی: [u. ˈuɾ ʃɑ. ˈhin] متولد ۱۹۶۵) پزشک ایمنی‌شناس و استاد سرطان‌شناسی در دانشگاه ماینتس و مدیر ارشد اجرایی و بنیانگذار شرکت بیوتکنولوژی بیون‌تک است.

## سنین جوانی و تحصیل
شاهین در سال ۱۹۶۵ در اسکندرون ترکیه در خانواده ای علوی متولد شد. وقتی چهار ساله بود خانواده اش به آلمان مهاجرت کردند، در آنجا پدرش در کارخانه خودروسازی فورد کار می‌کرد. وی در دانشگاه کلن در رشته پزشکی تحصیل کرد و در سال ۱۹۹۰ فارغ‌التحصیل شد و در سال ۱۹۹۳ پی‌اچ‌دی خود را از همین دانشگاه گرفت. وی پس از هشت سال اقامت در بیمارستان دانشگاه سارلند، در سال ۲۰۰۰ به عنوان عضو هیئت علمی دانشگاه ماینتس درآمد و در سال ۲۰۰۶ به استادی رسید.

## حرفه
شاهین علاوه بر نقش خود به عنوان استاد و پزشک معالج در بیمارستان دانشگاه ماینتس، در طول زندگی حرفه‌ای خود شرکت‌های زیادی را تأسیس یا در آن حضور داشته‌است. در سال ۲۰۰۱ وی شرکت داروسازی گانیمد را به همراه همسرش تأسیس کرد که به درمان‌های ایمنی سرطانی مبادرت ورزید و در سال ۲۰۱۶ توسط استلاس خریداری شد. در سال ۲۰۱۹، به شاهین جایزه مصطفی اعطا شد که جایزه دوسالانه‌ای در ایران برای مسلمانان در زمینه علم و فناوری است.
در سال ۲۰۱۹ مراسم اهدای سومین دوره جایزه مصطفی در تهران با حضور ۱۰۰ تن از شخصیت‌های علمی و دانشگاهی، از کشورهای مختلف، از جمله ترکیه برگزار شد. اوغور شاهین، استاد دانشگاه ماینز، آلمان به خاطر ارائه اثری در زمینه توسعه و آزمایش بالینی واکسن‌های درمان سرطان بر اساس mRNA برای هر بیمار جایزه گرفت. این جایزه به‌طور مشترک به وی و علی خادم حسینی دانشمند ایرانی عضو انجمن شیمی آمریکا و استاد دانشگاه کالیفرنیا اهدا شد.
سردیس اوغور شاهین به همراه عمران اینان دو دانشمند از ترکیه در مراسمی به صورت مجازی در بوستان دانشمندان پارک فناوری پردیس نصب شده‌است.
اوغور شاهین، در مصاحبه با سرویس جهانی بی‌بی‌سی گفت، اگر واکسن کرونای مشترک دو شرکت بایون‌تک و فایزر به‌زودی روانه بازار شود، امید به این که زمستان سال ۲۰۲۱ میلادی (۱۴۰۰ ه‍.ش) شرایطی عادی بشود، زیاد است.

## زندگی شخصی
وی در سال ۲۰۰۲ با اوزلم تورچی که پزشک و ایمونولوژیست ترکیه‌ای -آلمانی است ازدواج کرد. آن‌ها یک دختر دارند.

## افتخارات
- ۱۹۹۵ جایزه وینچنز چرنی از انجمن هماتولوژی و انکولوژی آلمان (DGHO)
- ۱۹۹۵ جایزه شایستگی از انجمن آمریکایی آنکولوژی بالینی (ASCO)
- ۲۰۰۵ جایزه ژرژ کوهلر از انجمن ایمنی‌شناسی آلمان
- ۲۰۰۶ جایزه GO Bio از وزارت آموزش و تحقیقات فدرال
- ۲۰۱۹ جایزه مصطفی ۲۰۱۹[۱۵]
- ۲۰۱۹ جایزه سرطان آلمان ۲۰۱۹